# Stratton (Nebraska)
Stratton is een plaats (village) in de Amerikaanse staat Nebraska, en valt bestuurlijk gezien onder Hitchcock County.

## Demografie
Bij de volkstelling in 2000 werd het aantal inwoners vastgesteld op 396. In 2006 is het aantal inwoners door het United States Census Bureau geschat op 368, een daling van 28 (-7,1%).

## Geografie
Volgens het United States Census Bureau beslaat de plaats een oppervlakte van 1,2 km², geheel bestaande uit land. Stratton ligt op ongeveer 854 m boven zeeniveau.

## Plaatsen in de nabije omgeving
De onderstaande figuur toont nabijgelegen plaatsen in een straal van 32 km rond Stratton.